# Eleições parlamentares de Timor-Leste de 2017
Foram realizadas as eleições parlamentares em Timor-Leste em 22 de julho de 2017, para composição do Parlamento Nacional de Timor-Leste por um mandato de 5 anos.
A FRETILIN emergiu como o maior partido no Parlamento Nacional, ganhando 23 assentos diante de 22 cadeiras do CNRT, que era o maior partido do Parlamento anterior.

## Sistema eleitoral
Os 65 membros do Parlamento Nacional são eleitos em um único turno nacional por representação proporcional de lista fechada. As partes são obrigadas a ter uma mulher pelo menos a cada terceira posição na lista. Os assentos são alocados usando o método d'Hondt com um limite eleitoral de 4%.

## Resultados
Os primeiros resultados preliminares publicados em 24 de julho; em 27 de julho a Comissão Nacional de Eleições de Timor-Leste (CNE) publicou os resultados oficiais que foram confirmados pelo Supremo Tribunal 48 horas depois, após analisadas as eventuais objecções.
Nas eleições, 283.350 mulheres e 300.606 homens registraram seus votos. A taxa de participação foi 76,74%, ligeiramente superior a das eleições presidenciais, e quase idêntica às parlamentares de 2012.
De acordo com o resultado preliminar, a FRETILIN foi o partido que angariou mais votos, com 29,7%, seguido pela CNRT com 29,5%. O PLP veio em seguida, com 10,6% dos votos, acompanhada pelo PD, com 9,8% e por último a KHUNTO, com 6,4%. A Frenti-Mudança (FM), que anteriormente tinha 5 parlamentares, não alcançou 3% dos votos, assim como os outros partidos, ficando sem representação parlamentar. O PD, perdendo um deputado, foi capaz de manter sua representação; os analistas atribuem o sucesso eleitoral do partido novato PLP principalmente ao encampar as propostas políticas do CNRT (que perdeu 8 deputados) e do FM. Atribui-se essa virada aos eleitores jovens que votaram pela primeira vez, respondendo por 20% do eleitorado.
A FRETILIN levou a maioria dos votos no enclave de Oecusse-Ambeno, nos círculos eleitorais da Austrália e Portugal, nos seus redutos históricos Baucau, Lautém e Viqueque, e nas comunidades na porção oriental do país. O CNRT foi mais forte na parte ocidental do território e, principalmente, nos círculos eleitorais da Coreia do Sul e do Reino Unido. O PLP conseguiu ascender á segunda posição na cidade de Baucau nos círculos eleitorais da Austrália e Portugal.
A FRETILIN e a CNRT iniciaram, logo após a eleição, as conversas para formação de uma grande coalizão. Taur Matan Ruak, líder do PLP, anunciou que o seu partido iria desempenhar um papel activo de oposição no Parlamento.

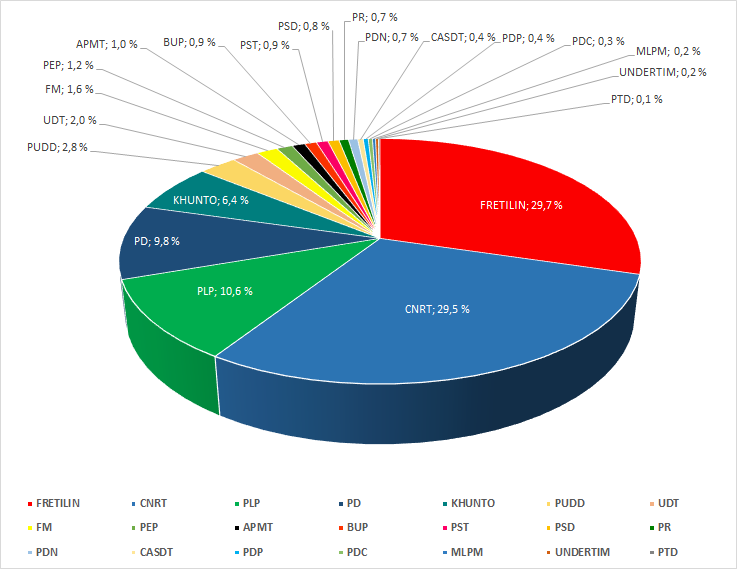
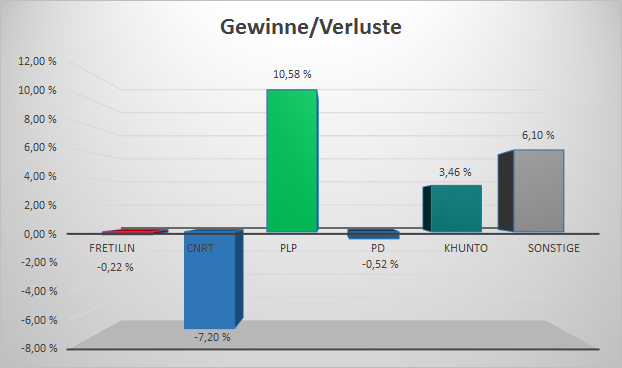
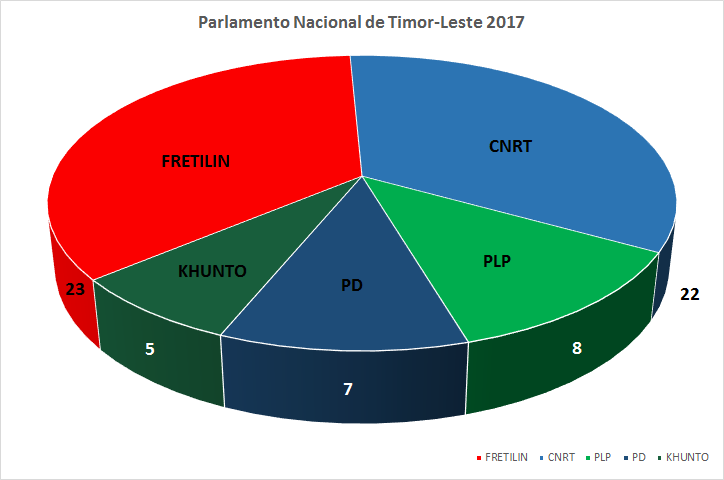
Parlamento Nacional 2017
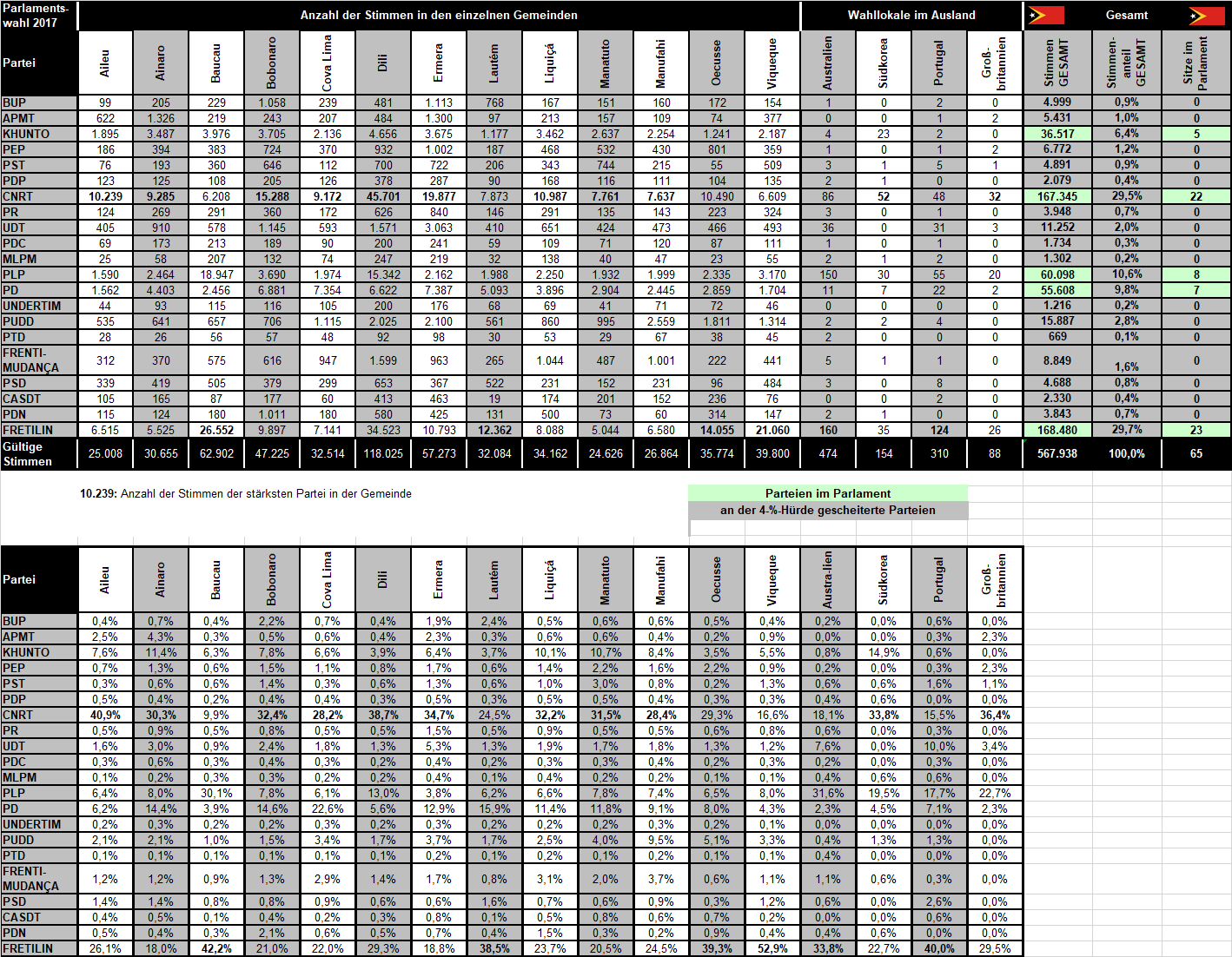
Resultados nas municípios